# Licania albiflora
Licania albiflora är en tvåhjärtbladig växtart som beskrevs av Fanshawe och Bassett Maguire. Licania albiflora ingår i släktet Licania och familjen Chrysobalanaceae. Inga underarter finns listade i Catalogue of Life.